# Vallarönningstjärnen
Vallarönningstjärnen är en sjö i Ovanåkers kommun i Hälsingland och ingår i Ljusnans huvudavrinningsområde. Sjön har en area på 0,0541 kvadratkilometer och ligger 246,9 meter över havet.

## Delavrinningsområde
Vallarönningstjärnen ingår i det delavrinningsområde (682837-147544) som SMHI kallar för Mynnar i Grycken. Medelhöjden är 279 meter över havet och ytan är 10,83 kvadratkilometer. Det finns inga avrinningsområden uppströms utan avrinningsområdet är högsta punkten. Vattendraget som avvattnar avrinningsområdet har biflödesordning 4, vilket innebär att vattnet flödar genom totalt 4 vattendrag innan det når havet efter 155 kilometer. Avrinningsområdet består mestadels av skog (70 procent) och sankmarker (14 procent). Avrinningsområdet har 0,43 kvadratkilometer vattenytor vilket ger det en sjöprocent på 4 procent.